# Deux de pique
Le deux de pique (2♠) est une des cartes à jouer traditionnelles en Occident.

## Caractéristiques
Le deux de pique apparaît dans les jeux de 52 cartes et dans des jeux de tarot, mais pas dans les jeux de 32 cartes. Il s'agit d'une valeur dont l'enseigne est le pique. Il s'agit donc d'une carte de couleur noire, généralement la plus faible du jeu avec le deux de trèfle.

## Divers
Au Québec, un « Deux de Pique » désigne quelqu'un de simple d'esprit, d'un peu niais.
En 2003 lors de la guerre d'Irak, dans le jeu de cartes regroupant symboliquement des hauts responsables du gouvernement irakien recherchés par les troupes de la coalition, le deux de pique représente Rashid Taan Kazim[réf. nécessaire], responsable régional du parti Baas.